# Phaethon (geslacht)
Phaethon is een geslacht van vogels uit de familie van de keerkringvogels (Phaethontidae). De wetenschappelijke naam van het geslacht werd in 1758 gepubliceerd door Carl Linnaeus.

## Soorten
- Phaethon aethereus – Roodsnavelkeerkringvogel
- Phaethon lepturus – Witstaartkeerkringvogel
- Phaethon rubricauda – Roodstaartkeerkringvogel